# 342 (szám)
A 342 (római számmal: CCCXLII) egy természetes szám.

## A szám a matematikában
A tízes számrendszerbeli 342-es a kettes számrendszerben 101010110, a nyolcas számrendszerben 526, a tizenhatos számrendszerben 156 alakban írható fel.
A 342 páros szám, összetett szám, kanonikus alakban a 21 · 32 · 191 szorzattal, normálalakban a 3,42 · 102 szorzattal írható fel. Tizenkettő osztója van a természetes számok halmazán, ezek növekvő sorrendben: 1, 2, 3, 6, 9, 18, 19, 38, 57, 114, 171 és 342.
Hétszögszám.
Előállítható 3 köbszám összegeként: 13 + 53 + 63 = 342. Téglalapszám (18 · 19).
Érinthetetlen szám: nem áll elő pozitív egész számok valódiosztóösszeg-függvényeként.
A 342 négyzete 116 964, köbe 40 001 688, négyzetgyöke 18,49324, köbgyöke 6,99319, reciproka 0,0029240. A 342 egység sugarú kör kerülete 2148,84938 egység, területe 367 453,24313 területegység; a 342 egység sugarú gömb térfogata 167 558 678,9 térfogategység.